# 鍬兵
鍬兵（しゅうへい）とは、明治初期に日本陸軍及び日本海軍に置かれていた工兵的任務を担当する兵の一種。

## 日本陸軍
「歩兵隊鍬兵概則」（明治10年2月3日）などに規定されていた。以下「歩兵隊鍬兵概則」（明治10年2月3日）による。
歩兵隊の鍬兵は、容易な土工の作業をなして、行軍、滞軍又は戦闘に当り、その本隊の要するところの工業をなすものであった。工兵を助け、大きな作業をなされるときは、所管司令将官の命により歩兵隊中鍬兵の半数を取り、各連隊中より派遣させた。
戦時中隊の鍬兵の編制は、中隊の上等卒1名、他の兵卒7名を以てした。この鍬兵は、兵卒中最も強壮であって、既に鍬兵の作業を習得し、かつ努めて職工を産業としていた者から選ぶこととされていた。各中隊の鍬兵8名中、2名は木工の器具、2名は伐木及び束枝の器具、他の4名は土工の器具を携帯した。
戦時各連隊中の各大隊の鍬兵を合して1部隊を編制した。連隊中の鍬兵部隊は、鍬兵司令の中尉がこれを指揮した。鍬兵の1部隊には、各大隊の鍬兵長軍曹3名が付属した。この軍曹は武器を携帯し、常に鍬兵の作業を指揮した。各中隊の鍬兵8名を1分隊とし、分隊中1名の上等卒は束枝の器具を携帯した。

## 日本海軍
日本海軍にも鍬兵が短期間のみ置かれていた。